# Braunschweiger Straße 1 (Magdeburg)

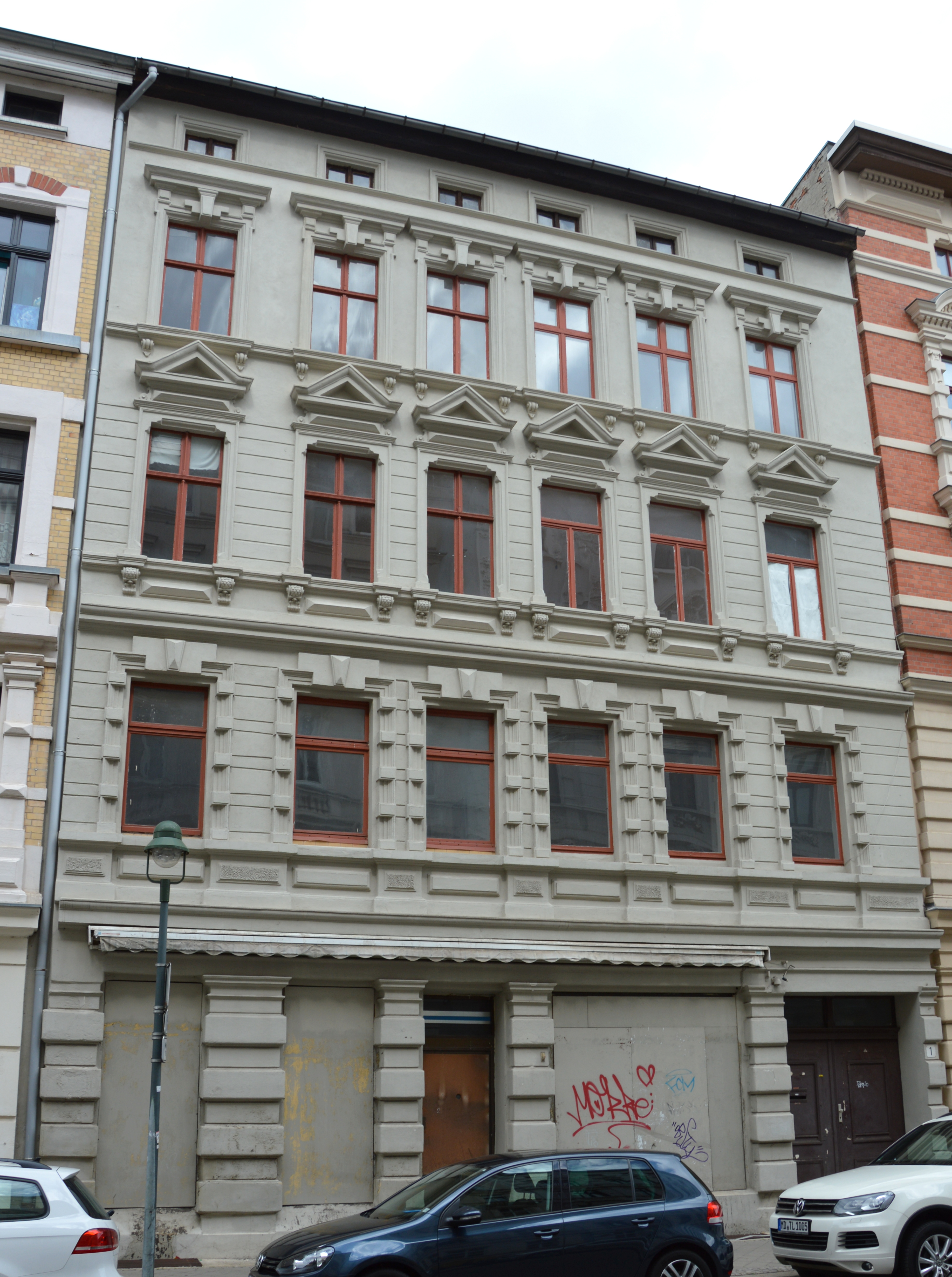
Braunschweiger Straße 1

Das Haus Braunschweiger Straße 1 ist ein denkmalgeschütztes Wohn- und Geschäftshaus in Magdeburg in Sachsen-Anhalt.

## Lage
Es befindet sich auf der Ostseite der Braunschweiger Straße im Magdeburger Stadtteil Sudenburg. Das Gebäude gehört als  Einzeldenkmal zum Denkmalbereich Braunschweiger Straße 1–10, 98–108. Nördlich grenzt das gleichfalls denkmalgeschützte Haus Braunschweiger Straße 2, südlich das Gebäude Halberstädter Straße 86 an.

## Architektur und Geschichte
Das Gebäude wurde im Jahr 1887 vom Maurermeister A. Rüther errichtet, der auch den Entwurf gefertigt hatte. Der viereinhalbgeschossige Bau ist im Stil des Neumanierismus gestaltet. Die sechsachsige Fassade ist in den beiden unteren Geschossen mit unterschiedlich ausgeführten Rustika verziert.
Im Denkmalverzeichnis für Magdeburg ist das Wohn- und Geschäftshaus unter der Erfassungsnummer 094 81926 als Baudenkmal verzeichnet.
Das Gebäude gilt als Bestandteil des gründerzeitlichen Straßenzugs als städtebaulich bedeutend.